# 11月20日 (旧暦)
旧暦11月20日は旧暦11月の20日目である。六曜は赤口である。

## できごと
- 建安13年（ユリウス暦208年12月15日） - 赤壁の戦い。孫権・劉備の連合軍と曹操軍が長江の赤壁で戦い孫権・劉備軍が勝利
- 建暦元年（ユリウス暦1211年12月26日） - 土佐に流されていた僧・法然が帰洛を許され、京都東山大谷に戻る
- 元仁元年（ユリウス暦1224年12月31日） - 承元より元仁に改元
- 明治4年（グレゴリオ暦1871年12月31日） - 旧甲斐国全域を管轄区域として山梨県が発足

## 誕生日
- 長禄2年（ユリウス暦1458年12月25日） - 尼子経久、戦国武将（+ 1541年）
- 延宝4年（グレゴリオ暦1676年12月24日） - 細川宣紀、第4代熊本藩主（+ 1732年）
- 天明2年（グレゴリオ暦1782年12月24日） - 毛利斉房、長州藩主（+ 1809年）
- 安政5年（グレゴリオ暦1858年12月24日） - 尾崎行雄、政治家「憲政の神様」（+ 1954年）
- 明治4年（グレゴリオ暦1871年12月31日） - 深井英五、政治家（+ 1945年）

## 忌日
- 明暦元年（グレゴリオ暦1655年12月17日） - 宇喜多秀家、安土桃山時代の武将（* 1572年）